# Parhypochthonius aphidinus
Parhypochthonius aphidinus är en kvalsterart som beskrevs av Berlese 1904. Parhypochthonius aphidinus ingår i släktet Parhypochthonius och familjen Parhypochthoniidae. Inga underarter finns listade i Catalogue of Life.